# Susan Bernard
Susan Lynn Bernard (Los Ángeles, California, 11 de febrero de 1948-ibidem, 21 de junio de 2019) fue una actriz, autora, empresaria y modelo estadounidense. Era hija del fotógrafo Bruno Bernard.

## Career
Susan Bernard fue autora de seis libros, incluyendo Marilyn: Intimate Exposures,  Bernard of Hollywood's Ultimate Pin-Up Book y Joyous Motherhood. Fue presidenta de Bernard of Hollywood/Renaissance Road Incorporated.
Bernard protagonizó la película de Russ Meyer Faster, Pussycat! Kill! Kill! en 1965, y en dos temporadas de General Hospital a finales de la década de 1960.
Apareció en Playboy en diciembre de 1966, y se cree que fue la primera Playmate del mes en ser judía, aunque en los últimos años Cindy Fuller, Miss May 1959, ha afirmado que fue la primera Playmate judía.
En una entrevista publicada en el número de agosto de 1998 de Femme Fatales, Bernard reveló: "Fui la primera chica de 18 años judía virgen que salió en un desplegable colocado delante de un árbol de navidad", y que nunca se había desnudado delante de nadie más que de su madre antes de posar para Casilli, que había sido uno de los aprendices de su padre.

## Vida personal
Su padre fue el fotógrafo Bruno Bernard. Su esposo, aunque posteriormente se divorciaron, fue el actor y dramaturgo Jason Miller; su hijo es el actor Joshua John Miller.
Murió debido a un aparente ataque al corazón el 21 de junio de 2019.

## Filmografía

### Cine
- The Mao Game (1999)
- Teenager (1974)
- The Killing Kind (1973) .... Tina Moore (como Sue Bernard)
- Necromancy (1972) .... Nancy
- Machismo: 40 Graves for 40 Guns (1971) .... Julie
- The Phynx (1970) .... London Belly
- That Tender Touch (1969) .... Terry Manning
- The Witchmaker (1969) .... Felicity Johnson
- Stranger In Hollywood (1968) .... Mujer
- Faster, Pussycat! Kill! Kill! (1965) .... Linda (como Susan Bernard)

### Televisión
- The Smith Family - "No Place to Hide" (1971)
- The Beverly Hillbillies
  - "The Girls from Grun" (1971) .... Chica
  - "The Grunion Invasion" (1971) .... Chica
- Room 222 - "Funny Boy" (1969) .... Joellen
- General Hospital (1963) .... Beverly Cleveland Fairchild (1968–1969)